# Október 7.
Október 7. az év 280. (szökőévben 281.) napja a Gergely-naptár szerint. Az évből még 85 nap van hátra.
Névnapok: Amália + Amál, Bakács, Baksa, Bekény, Bekes, Garfield, Gerold, Girót, Mária, Márk, Márkus, Rodion, Szergiusz, Vendelina, Zserald

## Események
- 1184 – Francia szerzetesek lerakják a szentgotthárdi apátság alapjait a mai Szentgotthárdon
- 1411 – Luxemburgi Zsigmond német-római császár, magyar és cseh király Pozsonyban eljegyzi kétéves leányát, Erzsébetet a 14 éves V. (Habsburg) Albert osztrák herceggel.
- 1459 – Savoyai Lajos genfi grófot, I. Lajos savoyai herceg és Lusignan Anna ciprusi királyi hercegnő másodszülött fiát, valamint I. Sarolta ciprusi királynő második férjét Nicosiában ciprusi királlyá koronázzák.
- 1555 – I. Szulejmán szultán újból elrendeli az erdélyi rendeknek, hogy ismét János Zsigmondot tekintsék erdélyi fejedelemnek.
- 1571 – A török hajóhad a lepantói csatában vereséget szenved az egyesült spanyol-velencei hajóhadtól.
- 1705 – II. Rákóczi Ferenc erdélyi fejedelem utasításban szabályozza a szécsényi országgyűlés végzése értelmében felállított Gazdasági Tanács működését.
- 1848 – A magyar képviselőház törvénytelennek nyilvánítja Jellasics főhadparancsnoki kinevezését, az országgyűlés feloszlatását és a haditörvénykezés bevezetését.
- 1848 – Az újonnan alakult magyar honvédsereg Ozoránál megadásra kényszeríti Roth és Philippovich császári tábornokok hadtestét, mindkét parancsnokló tábornokot fogságba ejtik. (A honvéd csapatok egyik parancsnoka Görgey Artúr).
- 1879 – Andrássy Gyula gróf külügyminiszter és Heinrich Reuss herceg bécsi német követ aláírják a kettős szövetség létrehozását kimondó okiratot. A szerződő felek kötelezettséget vállalnak, hogy ellenséges támadás esetén fegyverrel segítik egymást.
- 1882 – Jan Matejko lengyel festő Lwówban, a galíciai szejm ülésén a lengyel nemzetnek adományozza Porosz hódolat című festményét.
- 1885 – Véget ér a nemzetközi gazdakongresszus Budapesten.
- 1915 – Bulgária a központi hatalmak oldalán belép az első világháborúba.
- 1919 – Megalakul a holland királyi légitársaság, a KLM.
- 1931 – Az első infravörös fénnyel készült fénykép elkészül Rochester-ben.
- 1935 – A Népszövetség Tanácsa Olaszországot agresszornak nyilvánítja, Etiópia megszállása miatt.
- 1938 – A Magyarországi Szociáldemokrata Párt választmánya határozatában támogatja a Felvidék visszacsatolását.
- 1938 – Az újonnan megalakuló szlovák kormány élére Jozef Tiso kerül.
- 1938 – Németországban törvényt hoznak, mely előírja, hogy minden zsidó állampolgár útlevelébe "J" megkülönböztető jelzést kell pecsételni.
- 1940 – Sztrájkba lépnek a salgótarjáni bányászok.
- 1944 – A Dumbarton Oaks-i konferencián az Egyesült Államok, a Szovjetunió, Nagy-Britannia és Kína képviselői elhatározzák, hogy a Népszövetséget felváltják az Egyesült Nemzetek Szervezetével.
- 1944 – A brit és amerikai légierő pusztító támadásokat intéz Érsekújvár, Szombathely, Csap, a Komáromi és Zalaegerszeg vasúti pályaudvarai ellen.
- 1949 – Megalakul a Német Demokratikus Köztársaság (NDK).
- 1955 – Konrad Adenauer szövetségi kancellár tárgyalásainak eredményeképpen az utolsó német hadifoglyok is hazaérkeznek a Szovjetunióból az NSZK-ba.
- 1959 – Bagdadban Baasz-párti katonatisztek, Ahmed Hasszán al-Bakr és unokaöccse, Szaddám Huszejn merényletet kísérelnek meg Abd al-Karím Kasszem tábornok–miniszterelnök ellen (sikertelenül).
- 1959 – A szovjet Luna–3 űrszonda először továbbít képeket a Földre a Hold túlsó oldaláról.
- 1977 – Elfogadják a Szovjetunió új alkotmányát.
- 1982 – A New York-i Broadway-n bemutatják a "Macskák" c. musicalt.
- 1983 – II. János Pál pápa a temesvári esperesség „ad nutum Sanctae Sedis” ordináriusává nevezi ki Sebastian Kräutert.
- 1985 – A palesztin Abu Abbasz csoportja elfoglalja az „Achille Lauro” nevű olasz luxushajót és 450 utasát túszul ejti. Egy amerikai zsidó utast megölnek.
- 1988 – A magyar országgyűlésben a képviselők „felállásos szavazással” döntenek a Bős–nagymarosi vízlépcső építésének folytatásáról.
- 1989 – Grósz Károly lemond az MSZMP főtitkári posztjáról.
- 1989 – Budapesten megalakul a Magyar Szocialista Párt (MSZP). A párt magát a nyugati szocialista pártokkal rokon politikai intézményként határozza meg. „Az MSZMP-n belüli reformtörekvések örökösének tekinti magát” – mondja a kongresszusi állásfoglalás. Az új párt elnökének Nyers Rezsőt választják meg.
- 1997 – Elindul az RTL (akkoriban RTL Klub) kereskedelmi csatorna tesztadása.
- 2001 – Megindul az amerikai hadsereg támadása Afganisztán ellen.
- 2002 – Budapesten tanácskozik az Európai Unióval 1998 vége óta csatlakozási tárgyalásokat folytató hat ország, az ún. luxemburgi hatok (Magyarország, Ciprus, Csehország, Észtország, Lengyelország, Szlovénia).
- 2003 – Arnold Schwarzeneggert Kalifornia állam kormányzójává választják.
- 2004 – Lemond Norodom Szihanuk, Kambodzsa királya.
- 2023 - A Hamász szárazföldi támadást indít dél-Izrael ellen és a mészárlásaikat követően megindul a 2023-as Izrael–Hamász-háború

## Sportesemények
Formula–1
- 1962 –  amerikai nagydíj, Watkins Glen - Győztes: Graham Hill  (BRM)
- 1973 –  amerikai nagydíj, Watkins Glen - Győztes: Ronnie Peterson  (Lotus Ford)
- 1979 –  amerikai nagydíj - Kelet, Watkins Glen - Győztes: Gilles Villeneuve  (Ferrari)
- 1984 –  európai nagydíj, Nürburgring - Győztes: Alain Prost  (McLaren TAG Porsche Turbo)
- 2007 –  kínai nagydíj, Shanghai - Győztes: Kimi Räikkönen  (Ferrari)
- 2012 –  japán nagydíj, Szuzuka - Győztes: Sebastian Vettel  (Red Bull Renault)
- 2018 –  japán nagydíj, Szuzuka - Győztes: Lewis Hamilton  (Mercedes)

## Születések
- 1409 – Luxemburgi Erzsébet magyar királyné, Zsigmond magyar király és Cillei Borbála lánya († 1442)
- 1697 – Canaletto (Giovanni Antonio Canale) itáliai festőművész († 1768)
- 1801 – Müller Adolf magyar származású osztrák zeneszerző, karmester († 1886)
- 1802 – Magnus Brostrup Landstad norvég lelkész, zsoltárszerző és költő († 1880)
- 1810 – Nagy Ignác nyelvművelő, író, szerkesztő, az MTA lev. tagja († 1854)
- 1828 – Falk Miksa újságíró, szerkesztő, publicista († 1908)
- 1853 – Károlyi Árpád történész, levéltáros, az MTA tagja († 1940)
- 1860 – Hutÿra Ferenc magyar állatorvos, orvos, patológus († 1934)
- 1885 – Niels Bohr Nobel-díjas dán fizikus, atomfizikus († 1962)
- 1895 – Ferdinand Čatloš szlovák katonatiszt, vezérkari főnök († 1972)
- 1900
  - Kiss Ignác magyar kohómérnök, matematikus, egyetemi tanár († 1969)
  - Heinrich Himmler náci politikus, az SS birodalmi vezetője (Reichsführer-SS), az SS, majd a Gestapo parancsnoka († 1945)
- 1903 – Nesz Ferenc magyar zongoraművész, dalszerző, nyilaspárti országgyűlési képviselő († ?)
- 1909
  - Bóbis Gyula birkózó, olimpiai bajnok († 1972)
  - Shura Cherkassky (er. Alexandr Iszakevics Cserkasszkij) ukrán származású amerikai zongoraművész († 1995)
- 1910 – Tabi László újságíró, humorista († 1989)
- 1912
  - Fernando Belaúnde Terry politikus, Peru elnöke († 2002)
  - Gillemot László Kossuth-díjas magyar gépészmérnök, anyagtudós, az MTA tagja († 1977)
  - Peter Walker (Peter Doublas Conyers Walker) brit autóversenyző († 1984)
  - Tátrai Vilmos Kossuth-díjas magyar hegedűművész († 1999)
- 1914 – Kurucz D. István Kossuth-díjas festőművész († 1996)
- 1916 – Buzz Barton (Emmett Maurice Barton) amerikai autóversenyző († 2002)
- 1922
  - Polcz Alaine magyar író, pszichológus († 2007)
  - Wagner Nándor magyar szobrász, festőművész († 1997)
- 1927 – Al Martino (er. Alfred Cini) amerikai énekes, színész († 2009)
- 1929 – Csengery Judit magyar színésznő, előadóművész († 2011)
- 1930
  - Berek Kati kétszeres Jászai Mari-díjas magyar színésznő, kiváló művész, a nemzet színésze († 2017)
  - Bernard Collomb (Bernard Marie François Alexandre Collomb-Clerc) francia autóversenyző († 2011)
  - Fekete András magyar színész († 2013)
- 1931 – Desmond Tutu Nobel-békedíjas dél-afrikai püspök († 2021)
- 1932 – Hetényi Varga Károly, író, fordító, tanár († 2002)
- 1942 – Halász Judit Kossuth-díjas magyar színésznő, énekesnő, előadóművész
- 1943 – Szalai Csaba költő, Petőfi Sándor- és Sajtószabadság-díjas újságíró († 2005)
- 1946 – Chiara Banchini svájci olasz hegedűművésznő, karmesternő
- 1952
  - Vlagyimir Putyin orosz politikus, a KGB igazgatója, Oroszország elnöke
  - Gerő András Széchenyi-díjas magyar történész († 2023)
- 1953 – Tico Torres (zenész) A Bon Jovi amerikai együttes dobosa.
- 1955 – Yo-Yo Ma kínai származású francia csellista
- 1957 – Molnár Ildikó magyar színésznő
- 1960
  - Viktor Lazlo (er. Sonia Dronier) francia énekesnő
  - Szaniszló Ferenc magyar újságíró, riporter
- 1965 – Marco Apicella olasz autóversenyző
- 1967 – Toni Braxton amerikai énekesnő, dalszerző, színésznő
- 1968 – Thom Yorke angol zenész, énekes, dalszerző, a Radiohead frontembere
- 1973
  - Grigol Mgaloblisvili grúz diplomata és politikus, Grúzia miniszterelnöke
  - Sami Hyypiä finn labdarúgó
- 1975 – Köles Ferenc Jászai Mari-díjas magyar színész
- 1978 – Joe Armstrong angol színész
- 1985 – Jana Khokhlova orosz jégtáncosnő

## Halálozások
- 929 – III. (Együgyű) Károly nyugati frank király (* 879)
- 1849 – Edgar Allan Poe amerikai író, költő, újságíró (* 1809)
- 1892 – Karacs Teréz magyar pedagógus, író, a nőnevelés egyik úttörője (* 1808)
- 1896 – John Langdon Down brit orvos, a Down-szindróma névadója (* 1828)
- 1919 – Kherndl Antal mérnök, műegyetemi tanár, az MTA tagja (* 1842)
- 1924 – Bér Dezső magyar festő, grafikus, karikaturista, plakáttervező. (* 1875)
- 1943 – Rékai Nándor magyar zeneszerző, karmester (* 1870)
- 1950 – Willis Carrier amerikai gépészmérnök, a modern légkondicionálás feltalálója (* 1876)
- 1956 – Pécsi József fotóművész, fényképészeti szakíró, szaktanár (* 1889)
- 1959 – Mario Lanza olasz származású amerikai operaénekes (tenor) (* 1921)
- 1962 – Henri Oeiller francia autóversenyző (* 1925)
- 1966
  - Bálint Antal gazdálkodó, Vas megyei politikus és gazdasági vezető, országgyűlési képviselő (* 1906)
  - Erdődy Rudolf magyar királyi titkos tanácsos, földbirtokos, felsőházi tag (* 1883)
- 1970 – Fülep Lajos református lelkész, művészettörténész, művészetfilozófus (* 1885)
- 1973 – Fodor József magyar író, költő, műfordító (* 1898)
- 1988 – Sőtér István magyar író (* 1913)
- 1993 – Ferdinandy Mihály író (* 1912)
- 1994 – Niels Kaj Jerne angol születésű dán orvos, egyetemi tanár, a brit Royal Society tagja (1980), Nobel-díjas (1984) (* 1911)
- 2000 – Kiss László (Leslie Kish) amerikai magyar statisztikus, a mintavételi eljárások módszertani fejlesztője, az MTA tagja (* 1910)
- 2004 – Tony Lanfranchi brit autóversenyző (* 1935)
- 2008 – Rajna Mária Aase-díjas magyar színésznő (* 1919)
- 2009 – Ciro Basadonna olasz autóversenyző (* 1906)
- 2014 – Bokor Péter magyar filmrendező, író, történész (* 1924)
- 2014 – Császár Gyöngyi Aase-díjas magyar színésznő, a szolnoki Szigligeti Színház örökös tagja (* 1956)
- 2017 – Földi Ottó a Magyar Rádió bemondója, műsorvezető (* 1931)

## Nemzeti és egyházi ünnepek, emléknapok, világnapok
- A tisztes munka világnapja
- Rózsafüzér királynője ünnepe a katolikus egyházban.
- Az állami gondoskodásban élő gyerekek napja 2021 óta.